# Curiepe
Curiepe – miasto w Wenezueli, w stanie Miranda.